# チエノトリアゾロジアゼピン

Core structure of thienotriazolodiazepines

チエノトリアゾロジアゼピン（英：thienotriazolodiazepine）は、チオフェン環とトリアゾール環に縮合したジアゼピン環を含む複素環式化合物である。

## 概要
チエノトリアゾロジアゼピンは以下のようないくつかの薬物の中心核を形成している：
- α-ヒドロキシエチゾラム
- ブロチゾラム
- シクロチゾラム
- クロチゾラム
- デスクロクロチゾラム
- デスクロロエチゾラム
- エチゾラム
- フルブロチゾラム
- フルクロチゾラム
- フルエチゾラム
- メチゾラム

チエノトリアゾロジアゼピンはGABAA受容体部位と相互作用し、通常、1,4-ベンゾジアゼピン（ジアゼパムなど）やトリアゾロベンゾジアゼピン（アルプラゾラムなど）と同様の作用を持つ。
チエノトリアゾロジアゼピンのうち、GABAA受容体陽性アロステリック調節因子ではないもとして以下のものがある：
- アパファント
- イスラパファント[1]
- JQ1